# Eastern Air Lines (2011)
Eastern Air Lines war eine amerikanische Fluggesellschaft, die Ende 2011 gegründet wurde und von Mai 2015 bis September 2017 flog. Sie nutzte den Namen und Markenauftritt der ersten Eastern Air Lines, die ihren Betrieb im Januar 1991 eingestellt hatte.

## Geschichte
Der Name Eastern Air Lines wurde 2009 von einer Investorengruppe unter Leitung von Edward Wegel aus der Konkursmasse der ursprünglichen Eastern Air Lines mit dem Ziel erworben, erneut einen Flugbetrieb unter dieser Marke anzubieten. Hierzu wurde Ende 2011 die im Miami-Dade County (Florida) ansässige Eastern Air Lines Group Inc.
gegründet, die sich als Nachfolgerin der ersten Eastern Air Lines ansieht, welche von 1926 bis 1991 existierte. Das Unternehmen erhielt am 13. Mai 2015 ein Air Operator Certificate und nahm am 28. Mai 2015 mit einer Boeing 737-800NG zunächst Charterflüge zwischen Miami und Havanna (Kuba) auf. Weitere kubanische Zielorte, die im Charterverkehr angeflogen wurden, sind Camagüey und Santa Clara. Die Aufnahme von Linienflügen war für das Jahr 2016 geplant.
Am 9. September 2015 kam eine Eastern Airlines Boeing 737-800 den gestrandeten Kreuzfahrtpassagieren in St. Thomas zu Hilfe.
Am 5. Juni 2016 flogen Eastern Air Lines die Leiche von Muhammad Ali mit einer ihrer 737 von Phoenix, Arizona, nach Louisville in Kentucky.
Am 16. Juni 2017 wurde die Fusion mit der Swift Air bekannt gegeben. Der letzte Flug unter dem Namen Eastern Airlines fand im September 2017 statt, die Bewilligung wurde zurückgegeben.
Seit 2019 gibt es erneut eine Fluggesellschaft mit dem Namen Eastern Airlines.

## Flotte
Mit Stand Dezember 2015 bestand die Flotte der Eastern Air Lines aus vier Flugzeugen mit einem Durchschnittsalter von 13,4 Jahren:
- 01 Boeing 737-700
- 03 Boeing 737-800

Bestellungen
- 20 Mitsubishi Regional Jet (ab 2019)
- 07 Boeing 737-800